# 特技飞行

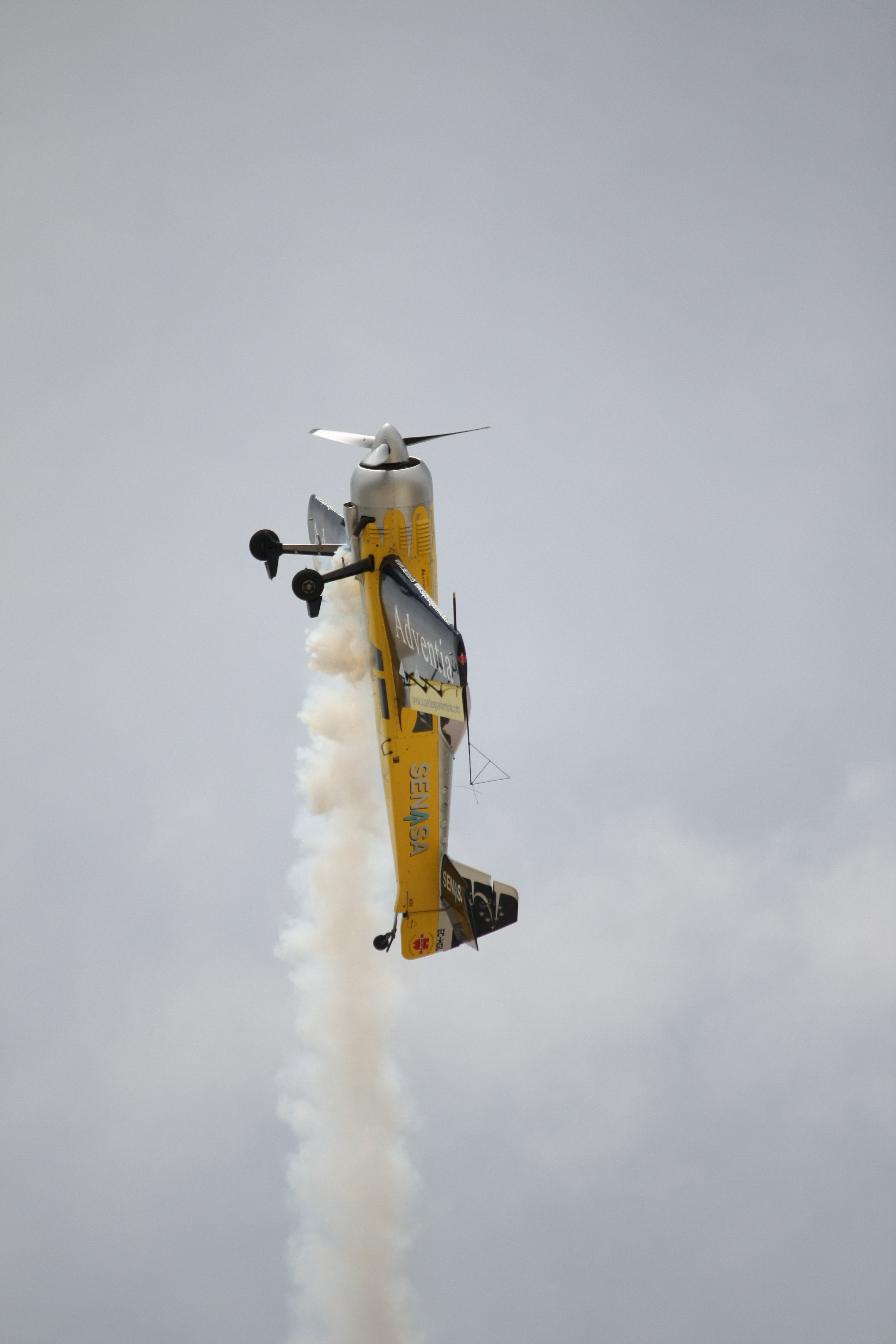
一架Su-31在2008年世界特技飞行大奖赛上完成特技飞行动作

特技飞行指飞行员操纵飞行器有意做出来的超出必要范围的机动飞行动作。特技飞行是任何戰鬥機飞行员完成训练的必修课，更是空中格斗的基本能力。特技飞行也是一项竞技运动，或做为表演项目。绝大多数重于空气的航空器都可以进行特技飞行，但大多数进行特技飞行的仍然是较轻小的固定翼机和滑翔机，盖因其他构型的飞行器难以完成飞机可以进行的很多剧烈的基础动作—比如直升机裡就只有韦斯特兰山猫直升机可以完成全部的固定翼基础特技动作。
特技飞行的要素是速度、姿态和位置。特技飞行一般都会包括在俯仰轴和滚转轴上的剧烈动作，以及飞行速度的急剧改变。一套完整的特技飞行动作往往是若干基础动作的组合。若参与特技飞行的飞行器不止一架，飞行技巧还要考虑复杂情况下的编队飞行能力。
即使对于民航飞行员来说，特技飞行能力也有助于飞行员在遭遇异常飞行状况时采取非常措施挽救飞机避免空难，特别是遭遇失速和尾旋，或者在非常恶劣环境的机场内完成起降。而对于有兴趣的运动员来说，特技飞行也是很受欢迎的极限运动。在美国，特技飞行比赛是仅次于美国职棒联赛和纳斯卡赛车的观众第三多的运动项目。特技飞行也是航展上常见的助兴项目。

## 概说

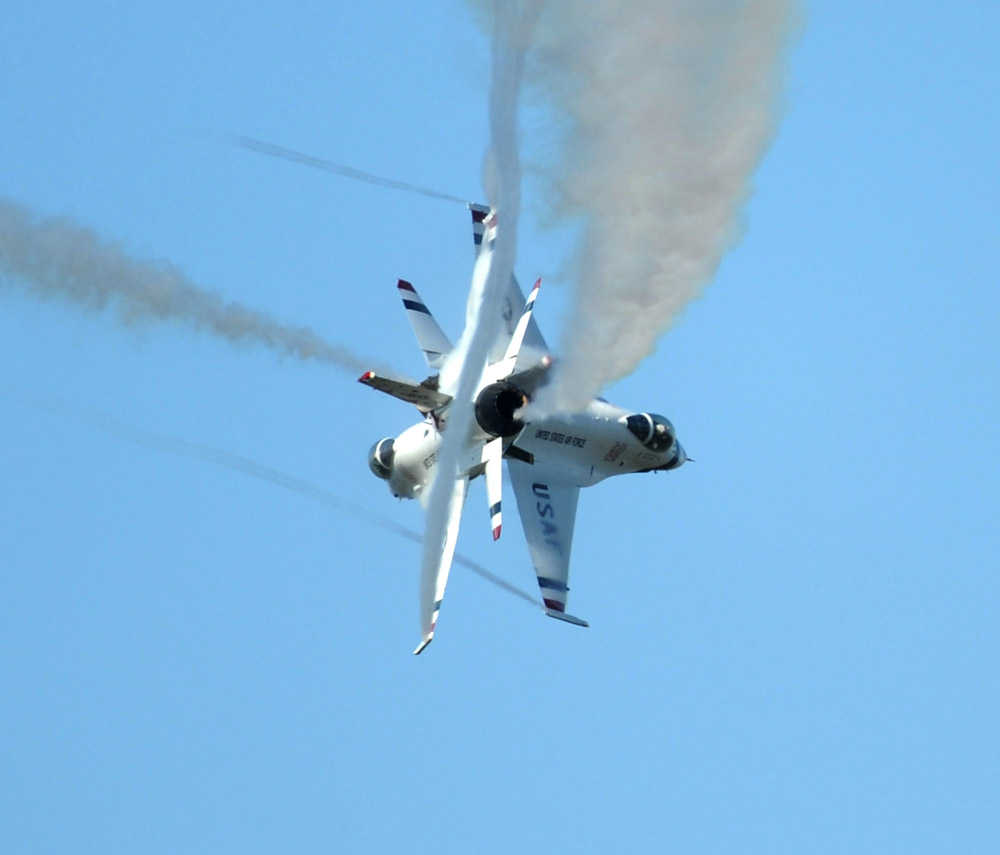
两架F-16战斗机进行交叉穿越表演。

特技飞行从飞机刚刚发明的时代就已经出现了雏形。彼时制造飞机的发明家往往会让自己的飞机进行一些非常规的机动飞行来考察飞机的性能，或用作招揽客户的宣传手段（今日的飞机制造商仍然喜欢使用这个手段）。此外，还有一些早期的飞机运营者会以“空中马戏团”的名义进行特技飞行表演。
第一次世界大战期间，人类第一次使用飞机进行空中战争。彼时航空技术的迅速提高使飞机的机动能力大大提高。在空战时如何通过一系列机动获得消灭敌机机会或摆脱敌机的追击，使特技飞行成为受到关注的显学。尽管以今日的标准来看当时的飞机动力和机动能力都不怎么样，现在的大多数基础特技飞行动作都是从一次大战时期诞生的。
战间期以来，飞机竞速一直是航空运动中较为闪亮的一部分，但特技飞行仍然受到欢迎。在美国和欧洲，退役的老式双翼机常被用来进行商业特技飞行表演。各国的空军对于民间特技飞行活动也很有兴趣，因为这很方便他们储备未来的空军人才。尤其是德国空军—受凡尔赛条约的限制，他们只能靠民间的飞行表演队来偷偷进行飞行员训练了。
今日特技飞行表演一般由专业的飞行表演队来完成。世界最早的飞行表演队是1931年成立的法兰西巡逻兵表演队。飞行表演队的表演多强调多机编队和相对不那么激烈（但精准）的动作展示高超的特技飞行水平，如V型编队或菱形编队。有些时候飞行表演队也会进行非常刺激的超低空特技飞行，但这很容易导致航展事故。出于追求视觉效果的原因，优秀的飞行表演队大多使用喷气机，也因此这些飞行表演队大多是军方或者大企业（如红牛）所属。至于私人的表演队多采用活塞式特技机。在一些航空节之类的活动上，也常有落单的私人特技飞行表演者。有时甚至会有特技飞行体验活动。
特技飞行比赛则是在指定的三维空间内进行特技飞行的赛事。比赛的内容一般包括计时绕桩、规定动作和无限制动作（前者飞机分为4个等级，滑翔机分为2个等级，和后者构成3-5个完整的特技飞行竞赛等级）几种。比赛时飞机必须在被称为Aerobatic box的规定空间内完成指定或自选飞行动作。之后裁判根据飞行动作的完成效果和完成全部动作的时间来打分决定优胜。国际航空联合会（FAI）是特技飞行规则的主要制定者，他也运行着世界最多的主要洲际特技飞行大赛。除此之外，美国的IAC、英国的皇家飞行俱乐部（RAeC）和红牛公司也是主要的竞赛规则制定者和地方特技飞行大赛组织者。不同于足球和赛车等运动，由于FAI并不能如国际足联和国际汽联一样控制这些协会，因此世界上尚不存在完全统一的特技飞行比赛规则。
相应的，各国对于特技飞行的资质要求也不尽相同。在欧盟，进行特技飞行需要申请特别的许可。在加拿大虽然不需要特殊许可，但需要飞行员具有20小时以上的特技飞行小时数。相比之下，中国则要求进行特技飞行表演的飞行员在12个月内至少有3次特技飞行经验。在几次航展事故后，欧盟也要求特技飞行时的高度不可低于1500ft。
无论如何，各国均要求进行公开特技飞行的飞行员接受充分的训练。

### 基础动作

以Aresti Catalog标注的古巴八字

尽管航空技术日新月异，大多数特技飞行动作仍然基于百年前的如下基础动作：
- 桶滚：飞机以水平方式进入，围绕一个虚拟的中心轴进行桶状滚转机动。
- 筋斗：飞机以水平方式进入，通过操纵俯仰轴运动在铅垂面内进行近似圆形的360°机动。
- 失速倒转：飞机以大仰角进入，在临近失速时进行180°航向机动并俯冲改出。
- 英麦曼机动：飞机以水平方式进入，通过操纵俯仰轴运动在铅垂面内进行近似圆形的180°机动，并再进行180°横滚，以水平改出。
- 慢滚：飞行器以较慢的速度进行横滚，同时几乎不改变高度和航向。
- 尾旋：飞机以水平方式进入，先使飞机进入临近失速的状态，再使飞机进行剧烈的航向运动，使一侧机翼陷入失速而另一侧不进入，从而进入螺旋下坠的状态。

FAI为特技飞行赛事另外规定了若干基础特技飞行动作，如古巴八字等。如果是军机的格斗机动，更会有剪刀机动等一系列特别的飞行动作。Aresti Catalog是国际上通用用来标注特技飞行动作的标示方法。

### 风险

2003年一架雷鸟飞行表演队的F-16在进行特技飞行表演坠机前一瞬飞行员弹射逃生。即使对于极优秀的飞行员来说，特技飞行仍然是风险颇高的行为。

特技飞行是非常危险的极限运动。飞机在完成特技动作时需要承受持续且剧烈的过载，而这有可能超过飞行器本身的承受极限，导致飞行器局部乃至全部解体。对于旋翼机，尤其是共轴反桨直升机，进行剧烈机动时可能导致旋翼从旋翼头处断裂，或者旋翼因为过载导致的形变击中直升机的某些结构使之破坏。这些破坏往往立刻就会摧毁飞行器。尽管法规一般会规定禁止在特技飞行中使用超过手册要求的极限过载，但飞行员们未必会在飞行中全程在意此问题。且部分极限动作中飞行员根本没法控制飞机的过载。
另一方面，出于观赏性和方便裁判打分的因素，特技飞行的表演和训练一般都在较低的高度（通常小于1000m/3000ft）的高度进行。由于特技飞行具有很多垂直方向上的剧烈机动，因此在低空进行剧烈高度变化的飞行时，很容易因为操作失误或机械故障导致飞机撞地。而此时一般都没有什么机会进行挽回。
此外，特技飞行的过程中需要飞行员承受持续的剧烈过载和加速度骤变。而这很容易产生红视、灰视和管状视野等问题，导致飞行员无法对情况进行正确判断，引发飞行事故。在最糟的情况下，飞行员甚至可能在机动中晕厥。
因此，一些国家要求飞行员在进行特技飞行时必须携带降落伞（虽然未必有什么用）。更有一些高性能特技机（如Su-26系列）携带弹射座椅以便在极端环境下逃生。一般来说，进行特技飞行表演和训练的飞行器上不应当有和飞行无关的乘客。大多数国家的法规也不允许在城市上空、人群密集的区域上空进行特技飞行。即便如此，每年仍然有很多特技飞行员因为种种原因丧生。

## 飞行器
如前所述，绝大多数飞行器都可以进行特技飞行。但专业运动员和表演机构多数的选择仍然是轻小的固定翼机和滑翔机，因为多发的大型飞机不是很适合完成诸如桶滚之类的剧烈机动（但不是绝对不能完成），尤其是对于双发以上的飞机来说，任何大幅度的机动都会非常吃力，使其在特技飞行中毫无优势。少数人会选择高性能直升机进行特技飞行表演——尽管他们可选择的型号很少。而军方的专业表演队一般会选择高性能喷气战斗机或教练机。

### 特技机
对于进行专业比赛的选手来说，唯有专门为竞赛设计的专业特技机才能满足残酷的比赛要求。世界第一款专业特技机是美国的Pitts Special S-1。这款灵巧的双翼机从1944年诞生以来一直销售至今。
一般来说，专业特技机非常强调飞机的机动性和动力，以便轻松的完成各种特技动作。最小盘旋半径、爬升率、推重比、较低的翼载等指标是特技机较为看重的。航程和最大平飞速度则不被关注。一般的特技机也不会考虑高空飞行，故此客舱一般不会增压（法律上可能也不许可）。为了同时满足减重和保持结构强度，特技机一般不会采取传统飞机的半硬壳结构设计，而可能采取框架式结构设计或复合材料全硬壳结构。一些特技机甚至需要借鉴战斗机上的设计。但无论如何，电传操纵之类有助于辅助驾驶的现代航空科技都被禁止。在2009年以前，正式比赛中也禁止飞行员使用抗荷服。
大多数特技机制造商均是小作坊式的企业——因为这样才可以在较小订货量的情况下生存下来。但也有航空巨头涉足其中——往往来自前华约集团的国营航空集团。前者的例子有德国的Apex Aircraft和XtremeAir，后者里最成功的无疑是苏霍伊和雅克夫列夫。

#### 常见的特技机
- Su-26
- Cap-232
- EA300
- Sbach 342

## 国际赛事
- FAI世界特技飞行大奖赛
- 红牛特技飞行世界锦标赛